# Silit
Silit-Werke GmbH & Co. KG is een Duitse fabrikant van kookgerei gevestigd in Riedlingen aan de Donau. Het bedrijf is onderdeel van de WMF Group en verkoopt producten op het gebied van koken, bakken, braden en het bewaren van levensmiddelen.

## Bedrijfsgeschiedenis
Om kort na het einde van de Eerste Wereldoorlog, ondanks het ontbreken van grondstoffen, toch een verkoopbaar product te vervaardigen, begon WMF met de productie van aluminium en stalen kookpotten. Deze eerste productie was het begin van de in de jaren 1920 ontwikkelde stalen pot van Silit. Eigen product-georiënteerde vertegenwoordigers werden gebruikt voor de verkoop van dit unieke product en niet langer de tot nu toe gebruikelijke "reizigers voor alles". Tijdens de Tweede Wereldoorlog werden op zijn laatst in 1942 alle productiefaciliteiten die geen militaire doeleinden dienden stopgezet, alleen de Silit-productie werd toen voortgezet. 1956 werd de volledige Silit-productie verplaatst naar een nieuw gebouwde vestigingsfabriek in Riedlingen. In 1960 werd de emailsmelterij op de laatste stand gebracht en besloot WMF om dit bedrijfsonderdeel in een onafhankelijk bedrijf om te zetten. Omdat men geloofde dat Silit beter zou kunnen concurreren op de markt van de geëmailleerde potten als een afzonderlijk bedrijf, werd het bedrijf in 1964 verkocht. Na financiële problemen werd het weer volledig overgenomen door de WMF in 1998.

## Chronologisch overzicht
- 1920: WMF introduceert het merk Silit voor onderdelen van zijn kookgerei producten.
- 1955: WMF stichtte de fabriek Riedlingen en brengt er de Silit pannen productie onder.
- 1966: WMF sticht uit het werk Riedlingen de Oberschwäbische Metallwarenfabrik (OMF) en maakte het los van de groep om een premium merk te beginnen.
- 1976: WMF hernoemt OMF naar Silit-Werke, Riedlingen.
- 1998: WMF reïntegreert Silit weer volledig in de groep, maar blijft Silit als een onafhankelijk premium merk voeren.

## Productgeschiedenis WMF-Silit[3]
- 1920: WMF brengt met het merk Silitstahl universele pannen vervaardigd uit Siemens-Martin-staal op de markt.
- 1927: WMF brengt onder de merknaam Sicomatic de snelkookpan "Siko" op de markt.
- 1962: WMF-Silit-wereldprimeur: emaillen pan met antiaanbaklaag.
- 1975: Sicomatic®-S, de eerste snelkookpan ter wereld die kookt door middel van een regulator.
- 1989: Silargan®, functionele keramiek.
- 2008: CeraProtect®, de eerste puur minerale pancoating.
- 2010: Wereldprimeur - Pasta Pot Vitaliano met overkookbescherming.